# Municipio de Moland
El municipio de Moland (en inglés: Moland Township) es un municipio ubicado en el condado de Clay en el estado estadounidense de Minnesota. En el año 2010 tenía una población de 299 habitantes y una densidad poblacional de 3,28 personas por km².

## Geografía
El municipio de Moland se encuentra ubicado en las coordenadas 46°55′39″N 96°36′1″O / 46.92750, -96.60028. Según la Oficina del Censo de los Estados Unidos, el municipio tiene una superficie total de 91.11 km², de la cual 91,07 km² corresponden a tierra firme y (0,04 %) 0,04 km² es agua.

## Demografía
Según el censo de 2010, había 299 personas residiendo en el municipio de Moland. La densidad de población era de 3,28 hab./km². De los 299 habitantes, el municipio de Moland estaba compuesto por el 95,32 % blancos, el 3,01 % eran amerindios, el 0,67 % eran asiáticos y el 1 % eran de una mezcla de razas. Del total de la población el 3,01 % eran hispanos o latinos de cualquier raza.